# Schloss Bauer

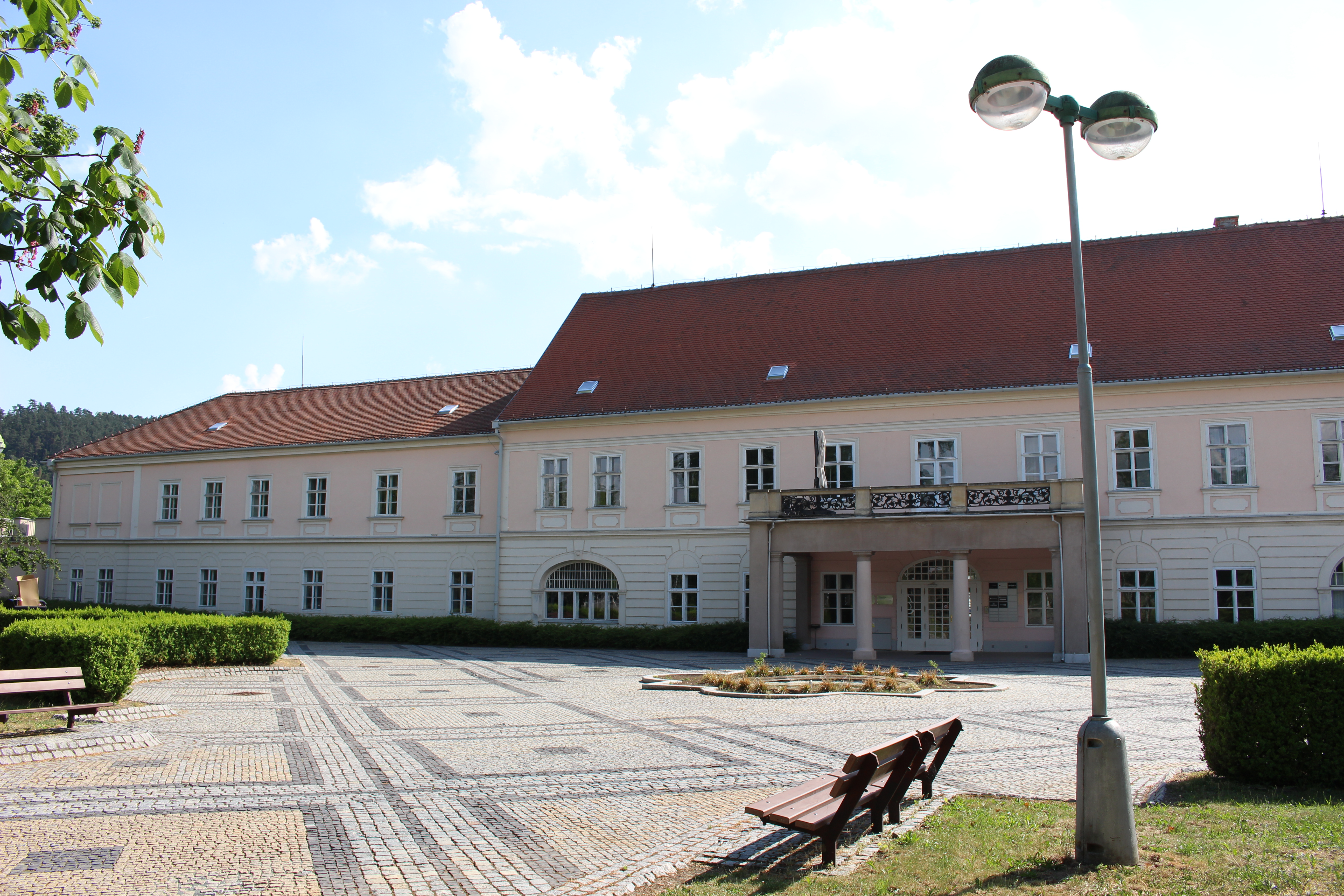
Schloss Bauer

Schloss Bauer (volkstümlich: Bauer-Rampe) befindet sich auf dem Gelände des heutigen Brünner Messegeländes gegenüber dem Pavillon Y, in der Nähe des Brünner Velodroms. Das klassizistische Schloss wurde Mitte des 19. Jahrhunderts erbaut und vor allem durch den Umbau der Innenräume durch den Architekten Adolf Loos im Jahr 1925 berühmt. Es ist bis heute als Kulturdenkmal erhalten.

## Gebäude
Das Gebäude des Schlosses mit der Nordwest-Südost-Achse war senkrecht zur Einfahrt ausgerichtet, die zur heutigen Hlinky-Straße führte. Im Südwesten, in der Achse des Gebäudes zum Fluss Svratka hin, befand sich eine ausgedehnte Zuckerfabrik. Das Schloss besteht aus einem Mittelteil mit breiterer Basis und einem nördlich und südlich davon vorspringenden Flügel.

## Geschichte
Das Schloss wurde wahrscheinlich Mitte des 19. Jahrhunderts an einer Stelle errichtet, an der sich bereits 1815 Wirtschaftsgebäude befanden. Es wurde von dem Großunternehmer Moritz Bauer (1812–1895) gebaut, der mit dem Kohlebergbau reich wurde und später bei Brünn eine Zuckerfabrik errichten ließ. Das Schloss diente als Wohnsitz und zur Verwaltung der nahegelegenen Zuckerfabrik. Um das Schloss und die Zuckerfabrik herum gab es auch einen ausgedehnten Nutzgarten. 1889 ließ Bauer südöstlich des Schlosses ein Velodrom errichten, das noch heute existiert. 1911 wurde der Enkel des ursprünglichen Erbauers Viktor Bauer (1876–1939) Besitzer des Schlosses. Nach dem Ersten Weltkrieg wurde die Familie Bauer gezwungen, das große Grundstück unter Wert an die Stadt Brünn abzugeben. Dort befindet sich heute das große Areal des Brünner Messegeländes.
In der ersten Hälfte der 1920er Jahre beschloss Viktor Bauer, die Innenräume des Schlosses umzubauen, was er Adolf Loos anvertraute. Er veränderte den Innenraum, indem er die einzelnen Säle mit grünlichem Cipollino-Marmor mit einer markanten Zeichnung auskleidete. Über den Fliesen befinden sich Stuckmotive. Das Erdgeschoss (wo das Esszimmer und das Wohnzimmer entstanden sind) und das erste Obergeschoss (wo sich das Schlafzimmer befand) wurden umgebaut. Vermutlich entwarf Loos auch die Rekonstruktion anderer Räume, wie Flure, Fenstertüren etc. Auf Wunsch des Besitzers richtete er das Schlafzimmer jedoch mit Möbeln ein, die nicht die Handschrift des für Loos typischen Baustils tragen.
Nach dem Zweiten Weltkrieg wurde das Schloss aufgrund der Beneš-Dekrete beschlagnahmt und in das Brünner Messegelände eingegliedert. Es ist derzeit nicht für die Öffentlichkeit zugänglich. Das Schloss ist seit 1964 ein Kulturdenkmal. Das Gebäude diente einige Zeit als Restaurant, wird aber heute hauptsächlich als Verwaltungsgebäude genutzt.

## Zum Thema passende Artikel
- Villa von Viktor Bauer (tschechisch)
- Liste von Burgen und Schlössern in Südmähren